# In Abraham's Bosom
In Abraham's Bosom è un'opera teatrale di Paul Green, messa in scena per la prima volta a Broadway nel 1926 e vincitrice del Premio Pulitzer per la drammaturgia.
Il dramma, ambientato nel Sud degli Stati Uniti dal 1885 agli inizi del ventesimo secolo, racconta di Abe McCranie. Abe è un afroamericano figlio di un uomo bianco e fonda una scuola per educare i bambini di colore. I suoi sforzi verranno contrastati dai compaesani.